# Pascal Dupuis
Pascal Dupuis (Laval, 7 aprile 1979) è un hockeista su ghiaccio canadese che gioca come attaccante per i Pittsburgh Penguins, formazione della National Hockey League.

## Carriera
Pascal Dupuis iniziò la sua carriera giovanile giocando dal 1996 al 1998 con i Rouyn-Noranda Huskies, squadra della Quebec Major Junior Hockey League, prima di trascorrere le due stagioni successive con i Shawinigan Cataractes. In quattro anni di permanenza in QMJHL non fu mai scelto da una formazione della NHL. Il 18 agosto 2000 fu ingaggiato dai Minnesota Wild. Il primo anno per Dupuis fu trascorso prevalentemente con la formazione affiliata in International Hockey League dei Cleveland Lumberjacks, prima di ottenere un ruolo da titolare con i Wild. Nella stagione 2002-03 raggiunse un nuovo primato realizzativo con 48 punti ottenuti in 80 partite e un rapporto plus/minus di +17. Tuttavia nella stagione successiva non si poté ripetere a causa di alcuni infortuni.
Durante il lockout, a partire dal gennaio 2005, Dupuis andò a giocare in Svizzera presso l'HC Ajoie, formazione della Lega Nazionale B.
Al ritorno in NHL nella stagione 2005-06 Dupuis raccolse solo 26 punti in 67 partite. Dopo 48 gare presso i Wild nel campionato 2006-07 fu ceduto ai New York Rangers in cambio di Adam Hall. Pochi giorni più tardi, il 27 febbraio 2007, fu scambiato nuovamente ma con gli Atlanta Thrashers in cambio di Alex Bourret. Dopo un anno trascorso con i Thrashers il 9 febbraio 2008 passò ai Pittsburgh Penguins, coi quali raggiunse subito la finale della Stanley Cup 2008. Con Pittsburgh vinse la Stanley Cup nel 2009.
L'11 dicembre 2008 Dupuis fece registrare il primo hat-trick in carriera in NHL in un match contro i New York Islanders. Il 14 novembre 2009 segnò invece la rete numero 100 in carriera all'overtime contro i Boston Bruins. Il 28 giugno 2011 prolungò il suo contratto con i Penguins per le due successive stagioni. Dopo essere stato nella stagione 2012-13 il migliore della NHL nel plus/minus Dupuis rinnovò il proprio contratto per altre quattro stagioni, fino al 2017.

## Palmarès

### Club
- Stanley Cup: 1

Pittsburgh: 2008-2009